# Stremț (okręg Alba)
Stremț – wieś w Rumunii, w okręgu Alba, w gminie Stremț. W 2011 roku liczyła 1303 mieszkańców.